# Burgl Färbinger
Burgl Färbinger, po mężu Leo (ur. 10 października 1945 w Berchtesgaden, zm. 6 czerwca 2025) – niemiecka narciarka alpejska, brązowa medalistka mistrzostw świata.

## Kariera
W zawodach Pucharu Świata zadebiutowała 7 stycznia 1967 roku w Oberstaufen, gdzie zajęła dziewiąte miejsce w slalomie. Tym samym już w debiucie zdobyła pierwsze pucharowe punkty. Na podium zawodów PŚ pierwszy raz stanęła dzień później w tej samej miejscowości, kończąc giganta na drugiej pozycji. W zawodach tych rozdzieliła Kanadyjkę Nancy Greene i Fernande Bochatay ze Szwajcarii. W kolejnych startach jeszcze jeden raz stanęła na podium: 1 lutego 1967 roku w Monte Bondone wygrała slalom. W sezonie 1966/1967 zajęła siódme miejsce w klasyfikacji generalnej, w klasyfikacji slalomu była szósta, a w klasyfikacji giganta siódma.
Wystartowała na igrzyskach olimpijskich w Innsbrucku w 1964 roku, gdzie była dwunasta w zjeździe i osiemnasta w gigancie. Podczas rozgrywanych cztery lata później igrzysk w Grenoble była szósta w slalomie, dziesiąta w gigancie i czternasta w zjeździe. W międzyczasie zdobyła brązowy medal w zjeździe na mistrzostwach świata w Portillo w 1966 roku, gdzie wyprzedziły ją jedynie dwie Francuzki: Marielle Goitschel i Annie Famose. Na tej samej imprezie była też między innymi czwarta w kombinacji, przegrywając walkę o medal z Austriaczką Heidi Zimmermann.
W 1969 roku zakończyła karierę.
Zmarła 6 czerwca 2025 roku w wieku niespełna 80 lat

## Osiągnięcia

### Igrzyska olimpijskie
| Miejsce | Dzień     | Rok  | Miejscowość | Konkurencja | Czas biegu | Strata | Zwyciężczyni        |
| ------- | --------- | ---- | ----------- | ----------- | ---------- | ------ | ------------------- |
| DNF1    | 1 lutego  | 1964 | Innsbruck   | Slalom      | 1:29,86    | -      | Christine Goitschel |
| 18.     | 3 lutego  | 1964 | Innsbruck   | Gigant      | 1:52,24    | +6,60  | Marielle Goitschel  |
| 12.     | 6 lutego  | 1964 | Innsbruck   | Zjazd       | 1:55,39    | +5,84  | Christl Haas        |
| 14.     | 10 lutego | 1968 | Grenoble    | Zjazd       | 1:40,87    | +3,42  | Olga Pall           |
| 6.      | 13 lutego | 1968 | Grenoble    | Slalom      | 1:25,86    | +3,04  | Marielle Goitschel  |
| 10.     | 15 lutego | 1968 | Grenoble    | Gigant      | 1:51,97    | +5,23  | Nancy Greene        |

### Mistrzostwa świata
| Miejsce | Dzień       | Rok  | Miejscowość | Konkurencja | Czas biegu | Strata     | Zwyciężczyni        |
| ------- | ----------- | ---- | ----------- | ----------- | ---------- | ---------- | ------------------- |
| DNF1    | 1 lutego    | 1964 | Innsbruck   | Slalom      | 1:29,86    | -          | Christine Goitschel |
| 18.     | 3 lutego    | 1964 | Innsbruck   | Gigant      | 1:52,24    | +6,60      | Marielle Goitschel  |
| 12.     | 6 lutego    | 1964 | Innsbruck   | Zjazd       | 1:55,39    | +5,84      | Christl Haas        |
| 14.     | 5 sierpnia  | 1966 | Portillo    | Slalom      | 1:30,48    | +4,67      | Annie Famose        |
| 3.      | 8 sierpnia  | 1966 | Portillo    | Zjazd       | 1:33,42    | +0,96      | Marielle Goitschel  |
| 9.      | 11 sierpnia | 1966 | Portillo    | Gigant      | 1:22,64    | +4,29      | Marielle Goitschel  |
| 4.      | 11 sierpnia | 1966 | Portillo    | Kombinacja  | 8,76 pkt   | +64,93 pkt | Marielle Goitschel  |
| 14.     | 10 lutego   | 1968 | Grenoble    | Zjazd       | 1:40,87    | +3,42      | Olga Pall           |
| 6.      | 13 lutego   | 1968 | Grenoble    | Slalom      | 1:25,86    | +3,04      | Marielle Goitschel  |
| 10.     | 15 lutego   | 1968 | Grenoble    | Gigant      | 1:51,97    | +5,23      | Nancy Greene        |
| 6.      | 15 lutego   | 1968 | Grenoble    | Kombinacja  | 16,31 pkt  | +52,85 pkt | Nancy Greene        |

### Puchar Świata

#### Miejsca w klasyfikacji generalnej
- sezon 1966/1967: 7.
- sezon 1967/1968: 15.
- sezon 1968/1969: 30.

#### Miejsca na podium
1. Oberstaufen – 8 stycznia 1967 (gigant) – 2. miejsce
2. Monte Bondone – 1 lutego 1967 (slalom) – 1. miejsce